# Andrew Morton (programador)
Andrew Morton é um engenheiro de software e importante desenvolvedor do núcleo Linux. É conhecido por seu trabalho no sistema de ficheiros Ext3 e por ter mantido uma importante versão do núcleo linux conhecida como a "árvore mm", que continha correções experimentais não suficientemente testadas e que mais tarde poderiam vir a ser aceites na árvore oficial mantida por Linus Torvalds. Essa função desde 2008 é feita pela "árvore -next".
Nos final da década de 1980, ele foi um dos sócios duma companhia de Sydney, Austrália que produzia um "kit" de computador chamado Applix 1616.
Desde 2006 é contratado pela Google onde continua a trabalhar no desenvolvimento do núcleo Linux.